# Lang (Steiermark)
Lang  este o comună din districtul Leibnitz, landul Steiermark, Austria. În anul 2016 comuna avea 1281 loc. de ea aparțin localitățile: 
Dexenberg, Göttling, Jöß, Langaberg, Schirka și Stangersdorf.

## Date geografice
Comuna se află la altitudinea de 280 - 340 m deasupra n.m. și se întinde pe o suprafață de 1.489 ha.